# Конкуренция покупателей
Конкуренция покупателей (конкуренция потребителей) — вид организации экономического взаимодействия на рынке, когда покупателям приходится конкурировать между собой, чтобы получить то или иное благо. Является следствием искажений на рынке. Обычно возникает на рынках с перманентным или временным дефицитом или применительно к единичным, штучным товарам (антиквариат, эксклюзивные часы и автомобили, люксовая недвижимость, земельные участки в престижных районах).